# The Great Cognito
The Great Cognito ist ein US-amerikanischer Knetanimationsfilm von Will Vinton aus dem Jahr 1982.

## Handlung
Unter Applaus betritt The Great Cognito Max Cognito, bekannt als „Mann der tausend Gesichter“, die Bühne. Er beginnt mit einem Redeschwall über den Krieg und wechselt dabei in Aussehen und Stimmlage in rascher Reihenfolge in Adolf Hitler, Douglas MacArthur, George S. Patton, Erwin Rommel, Winston Churchill, Franklin Delano Roosevelt, ein Kriegsschiff, verschiedene Krieger und schließlich John Wayne, der von einem Pfeil getötet wird. Daraufhin verlässt Max Cognito weinend die Bühne.

## Produktion
The Great Cognito entstand in Claymation. Dabei wurde zunächst Drehbuchautor John Adams Morrison in Aktion gefilmt. Diese Aufnahmen wurden anschließend Frame für Frame in Knetmasse nachgebildet. Morrison ist auch der Synchronsprecher der Figur Max Cognito.

## Auszeichnungen
The Great Cognito wurde 1983 für einen Oscar in der Kategorie „Bester animierter Kurzfilm“ nominiert, konnte sich jedoch nicht gegen Tango durchsetzen.